# San Juan (Dominikanische Republik)
San Juan ist eine Provinz in der Dominikanischen Republik. Am Nordrand der Provinz an der Grenze zur Provinz Santiago befindet sich der höchste Berg der Karibik, der 3098 m hohe Pico Duarte.
Die Hauptstadt der Provinz San Juan ist San Juan de la Maguana.

## Wirtschaft
Der wichtigste Wirtschaftszweig ist die Landwirtschaft. Touristisch ist diese Provinz nicht erschlossen. Es gibt Pläne, innerhalb der nächsten Jahre (laut Plan bis 2017) eine Schnellstraße durch die Berge der Cordillera Central zu bauen, um San Juan de la Maguana mit Santiago de los Caballeros, der zweitgrößten dominikanischen Stadt, zu verbinden.

## Wichtige Städte und Ortschaften
- San Juan de la Maguana
- Las Matas de Farfán
- El Cercado
- Vallejuelo